# Алекса Брђовић
Алекса Брђовић (Београд, 29. јул 1993) бивши је српски одбојкаш, а садашњи одбојкашки тренер. Играо је на позицији техничара. Син је југословенског одбојкаша Дејана Брђовића.

## Играчка каријера

### Клупска каријера
Брђовић је професионалну каријеру започео 2009. у краљевачкој Рибници, у којој се задржао годину дана. Сезону 2010/11. је провео у пожаревачком Младом раднику, да би потом, од 2011. до 2013. године, наступао за београдски Партизан.
Интернационалну каријеру је градио од 2013. године, када је прешао у пољски ПГЕ Скра Белхатов. Са овим клубом, за двије сезоне, освојио је двије титуле првака државе (2013/14, 2014/15) и један Суперкуп Пољске (2014/15).
Од 2015. до 2017. године наступао је за Газпром Југру из Сургута. То му је био и последњи играчки ангажман, јер је убрзо због срчане аритмије завршио играчку каријеру.

### Репрезентативна каријера
Алекса је са кадетском репрезентацијом освојио сребро (2009) и злато (2011) на европским првенствима, док је са млађим сениорима освојио сребрну медаљу (2014).
Сениорски деби је имао 2012. године, у Свјетској лиги. Током наредне три године, био је на ширем списку репрезентације — повремено би и играо, углавном у групној фази Свјетске лиге, али га није било међу путницима на завршнице великих такмичења све до 2015, када се његово име нашло на коначној листи за Европско првенство, одржано у Бугарској и Италији.